# Gabrielle Clerk
Gabrielle Clerk, née Gabrielle Brunet le 30 juin 1923 et morte le 18 décembre 2012 à Cowansville, est une psychologue canadienne, professeure titulaire de psychologie à l'université de Montréal. Elle est l'une des premières psychanalystes du Canada.

## Biographie
Gabrielle Clerk est diplômée de l'université d'Ottawa en 1944. Elle est chargée d’enseignement dans le département de psychologie en 1948 et y réalise l'ensemble de sa carrière universitaire. En 1953, elle obtient son doctorat et devient la première titulaire de psychologie clinique d’orientation psychanalytique au département de psychologie. Elle est à l’origine du service de consultation du département et de la mise en place des stages et internats pour les étudiants de maîtrise et de doctorat. 
Elle entre à l’Institut de psychanalyse de l’université de Montréal récemment fondé par Noël Mailloux. En 1968, elle devient la première femme d’origine canadienne-française et québécoise diplômée de l’Institut canadien de psychanalyse, faisant partie de l’une des premières cohortes d’étudiants avec André Lussier et Thérèse Gouin-Décarie,,.

## Distinctions
- 1987 : Mérite annuel de l'ordre des psychologues.

## Publications
- De la validité de la méthode de projection Rorschach comme moyen de pronostic psychothérapeutique. Diss. Montréal 1953
- (en) Object relations and attachment. Implications on the transference in the treatment of adolescents., Contemp Psychoanal 13, 1977, 469-482
- Le couple parental et le développement psycho-sexuel de l'enfant, dans Saucier et al. (1980) L'enfant, Exploration récentes en psychologie du développement. Presse de l'université de Montréal, pp 99-118.
- La féminisation de la psychologie. Enjeux scientifiques et professionnels. 22 RQP 15(1), 1994, 27-53
- Psychanalyse et vieillesse., Canadian J Psychoanal 3, 1995, 71-86
- Cinquante ans (1945-1995) de pratique analytique avec des enfants. Réflexions et questionnements., Filigrane 9(2), 2000
- Psychanalyse de l'enfant et de l'adolescent à la Société canadienne de psychanalyse: Historique, questions, réflexions, Filigrane 10(1), 2001